# Coluber elegantissimus
Coluber elegantissimus este o specie de șerpi din genul Coluber, familia Colubridae, descrisă de Günther 1878. A fost clasificată de IUCN ca specie cu risc scăzut. Conform Catalogue of Life specia Coluber elegantissimus nu are subspecii cunoscute.